# San Ligorio
San Ligorio è un piccolo sobborgo del comune di Lecce da cui dista poco meno di 3 km.

## Storia
La frazione ha origine da un antico casale medievale del X secolo, successivamente vi sorge un palazzo baronale, documentato dal XIV secolo.

## Geografia fisica

### Clima
Nella tabella sottostante sono riportati i valori medi che si registrano a San Ligorio.
| Mese                           | Gen  | Feb  | Mar  | Apr  | Mag  | Giu  | Lug  | Ago  | Set  | Ott  | Nov  | Dic  | Anno |
| ------------------------------ | ---- | ---- | ---- | ---- | ---- | ---- | ---- | ---- | ---- | ---- | ---- | ---- | ---- |
| Temperatura massima media (°C) | 14,8 | 16,9 | 18,9 | 23,1 | 26,7 | 30,8 | 32,7 | 34,3 | 31,0 | 24,9 | 20,8 | 15,1 | 24,1 |
| Temperatura minima media (°C)  | 5,9  | 8,6  | 12,2 | 14,1 | 17,8 | 18,9 | 19,3 | 19,8 | 19,1 | 18,2 | 12,4 | 7,1  | 12,9 |
| Piogge (mm)                    | 59   | 58   | 54   | 36   | 33   | 23   | 22   | 23   | 37   | 73   | 73   | 63   | 554  |
| Umidità media (%)              | 77,8 | 76,6 | 75,4 | 72,9 | 70,2 | 65,7 | 61,8 | 63,6 | 70,0 | 76,0 | 78,9 | 78,9 | 72,3 |

## Economia
L'economia è basata principalmente sull'agricoltura con la coltivazione di ulivo e della Vite e produzione di vini di tipo Negroamaro, Primitivo e Olio di oliva DOC.